# Dendrobium bullenianum
Dendrobium bullenianum Rchb.f., 1862 è una pianta della famiglia delle Orchidacee, endemica delle Filippine.

## Descrizione
È una orchidea epifita di medie dimensioni con pseudobulbi snelli, con molti nodi, solcati, assottigliati alla base, rivestiti di guaine fogliari, portanti foglie di consistenza sub-membranosa, a forma oblungo-ovata, ottuse e inegualmente bilobate all'apice. Fiorisce dalla tarda estate fino all'inverno mediante un'infiorescenza che aggetta da vecchi pseudobulbi apparentemente secchi, che si presenta breve (meno di 10 centimetri di lunghezza), globosa, portante densi grappoli di fiori. Questi sono grandi normalmente meno di 2 centimetri e sono di colore arancione con righe longitudinali rosse in petali e sepali e labello.

## Distribuzione e habitat
D. bullenianum è un endemismo delle isole Filippine.

## Coltivazione
Questa specie è ben coltivata su un supporto di argilla espansa. Necessita di posizione arieggiata, di caldo-umido durante la stagione di fioritura, e di temperature fresche durante la fase di riposo. Gradisce una posizione molto luminosa, e tollera i raggi diretti del sole per brevi periodi al mattino. È da considerarsi normale un ingiallimento di alcune foglie e la conseguente caduta prima della fioritura.